# Pius Suter
Pius Suter, född 24 maj 1996 i Zürich, är en schweizisk professionell ishockeyforward som spelar för St. Louis Blues i NHL.
Han har tidigare spelat för Detroit Red Wings, Chicago Blackhawks och Vancouver Canucks i NHL; ZSC Lions i Nationalliga A (NLA)/National League (NL); GCK Lions i Nationalliga B (NLB)/Swiss League (SL) samt Guelph Storm i Ontario Hockey League (OHL).
Suter blev aldrig NHL-draftad.

## Statistik
| 2013–2014     | Guelph Storm       | OHL           | 66  | 9  | 15 | 24  | 16 | 20 | 6 | 2 | 8  | 2  |
| 2014–2015     | Guelph Storm       | OHL           | 61  | 43 | 29 | 72  | 28 | 9  | 3 | 2 | 5  | 10 |
| 2015–2016     | ZSC Lions          | NLA           | 45  | 14 | 10 | 24  | 14 | 4  | 1 | 0 | 1  | 0  |
|               | GCK Lions          | NLB           | 1   | 0  | 1  | 1   | 2  | —  | — | — | —  | —  |
| 2016–2017     | ZSC Lions          | NLA           | 38  | 17 | 11 | 28  | 16 | 6  | 2 | 2 | 4  | 0  |
| 2017–2018     | ZSC Lions          | NL            | 36  | 11 | 28 | 39  | 12 | 18 | 5 | 6 | 11 | 8  |
| 2018–2019     | ZSC Lions          | NL            | 41  | 9  | 15 | 24  | 16 | 6  | 1 | 1 | 2  | 4  |
| 2019–2020     | ZSC Lions          | NL            | 50  | 30 | 23 | 53  | 16 | —  | — | — | —  | —  |
| 2020–2021     | Chicago Blackhawks | NHL           | 55  | 14 | 13 | 27  | 14 | —  | — | — | —  | —  |
|               | ZSC Lions          | NL            | 6   | 2  | 3  | 5   | 8  | —  | — | — | —  | —  |
|               | GCK Lions          | SL            | 6   | 2  | 3  | 5   | 4  | —  | — | — | —  | —  |
| 2021–2022     | Detroit Red Wings  | NHL           | 82  | 15 | 21 | 36  | 22 | —  | — | — | —  | —  |
| 2022–2023     | Detroit Red Wings  | NHL           | 79  | 14 | 10 | 24  | 6  | —  | — | — | —  | —  |
| NHL totalt    | NHL totalt         | NHL totalt    | 216 | 43 | 44 | 87  | 42 | —  | — | — | —  | —  |
| NLA/NL totalt | NLA/NL totalt      | NLA/NL totalt | 216 | 83 | 90 | 173 | 82 | 34 | 9 | 9 | 18 | 12 |
| NLB/SL totalt | NLB/SL totalt      | NLB/SL totalt | 7   | 2  | 4  | 6   | 6  | —  | — | — | —  | —  |

### Internationellt
| Källa: Uppdaterad: 2023-02-04 | Källa: Uppdaterad: 2023-02-04 | Källa: Uppdaterad: 2023-02-04 |         | Utv = Utvisningsminuter | Utv = Utvisningsminuter | Utv = Utvisningsminuter | Utv = Utvisningsminuter | Utv = Utvisningsminuter |
| År                            | Lag                           | Mästerskap                    | Matcher | Mål                     | Assists                 | Poäng                   | Utv                     |                         |
| ----------------------------- | ----------------------------- | ----------------------------- | ------- | ----------------------- | ----------------------- | ----------------------- | ----------------------- | ----------------------- |
| 2013                          | Schweiz                       | EYOWF                         | 3       | 2                       | 2                       | 4                       | 2                       |                         |
| 2013                          | Schweiz                       | U18-VM                        | 5       | 3                       | 0                       | 3                       | 4                       |                         |
| 2013                          | Schweiz                       | Ivan Hlinka                   | 4       | 1                       | 2                       | 3                       | 2                       |                         |
| 2015                          | Schweiz                       | JVM                           | 6       | 2                       | 0                       | 2                       | 2                       |                         |
| 2016                          | Schweiz                       | JVM                           | 6       | 3                       | 1                       | 4                       | 4                       |                         |
| 2017                          | Schweiz                       | VM                            | 8       | 1                       | 2                       | 3                       | 4                       |                         |
| 2018                          | Schweiz                       | OS                            | 4       | 3                       | 2                       | 5                       | 0                       |                         |
| 2022                          | Schweiz                       | VM                            | 8       | 3                       | 5                       | 8                       | 4                       |                         |
| Junior totalt                 | Junior totalt                 | Junior totalt                 | 24      | 11                      | 5                       | 16                      | 14                      |                         |
| Senior totalt                 | Senior totalt                 | Senior totalt                 | 12      | 4                       | 4                       | 8                       | 4                       |                         |